# Puchar Świata w Zapasach 2009 – styl wolny kobiet
Zawody Pucharu Świata w 2009 roku w stylu wolnym kobiet odbyły się pomiędzy 21-22 marca w Taiyuan w Chinach.

## Ostateczna kolejność drużynowa
| Poz. | Państwo           |
| ---- | ----------------- |
|      | Chiny             |
|      | Kanada            |
|      | Japonia           |
| 4.   | Ukraina           |
| 5.   | Stany Zjednoczone |
| 6.   | Rosja             |
| 7.   | Mongolia          |
| 8.   | Białoruś          |

## Wyniki

### Grupa A
| Grupa A              |
| -------------------- |
| 1. Chiny             |
| 2. Japonia           |
| 3. Stany Zjednoczone |
| 4. Białoruś          |

### Mecze
- Stany Zjednoczone -  Białoruś 7-0
- Stany Zjednoczone -  Chiny 1-6
- Stany Zjednoczone -  Japonia 3-4
- Chiny -  Japonia 4-3
- Chiny -  Białoruś 7-0
- Japonia -  Białoruś 6-1

### Grupa B
| Grupa B     |
| ----------- |
| 1. Kanada   |
| 2. Ukraina  |
| 3. Rosja    |
| 4. Mongolia |

### Mecze
- Kanada -  Ukraina 6-1
- Kanada -  Rosja 5-2
- Kanada -  Mongolia 6-1
- Ukraina -  Rosja 4-3
- Ukraina -  Mongolia 5-2
- Rosja -  Mongolia 5-2

### Finały
- 7-8  Mongolia -  Białoruś 5-2
- 5-6  Stany Zjednoczone -  Rosja 6-1
- 3-4  Japonia -  Ukraina 6-1
- 1-2  Chiny -  Kanada 5-2

## Klasyfikacja indywidualna
| Waga  |                  |                        |                   | 4                 | 5                    | 6                        | 7                           | 8                   | 9               |
| ----- | ---------------- | ---------------------- | ----------------- | ----------------- | -------------------- | ------------------------ | --------------------------- | ------------------- | --------------- |
| 48 kg | Ludmyła Bałuszka | Fuyuko Mimura          | Liu Jie           | Carol Huynh       | Clarissa Chun        | Lubow Kuźmina            | Daszdawaagijn Baasandżargal | Volha Paulava       | ----            |
| 51 kg | Dai Shiju        | Helen Maroulis         | Yū Horiuchi       | Jessica MacDonald | Ołeksandra Kohut     | Marina Wilmowa           | Cogtbadzaryn Enchdżargal    | Nadzieja Szuszko    | Anna Trusowa    |
| 55 kg | Xu Li            | Tonya Verbeek          | Chikako Matsukawa | Leigh Jaynes      | Nomierdene Batbaatar | Antonia Ptystsyna        | Irina Ołogonowa             | Tacciana Hryhorjewa | ----            |
| 59 kg | Zhang Lan        | Katie Patroch          | Deanna Rix        | Hanna Wasyłenko   | Galina Dołżenko      | Kei Yamana               | Otgontugs Tsend-Khuu        | Nadzieja Michałkowa | ----            |
| 63 kg | Justine Bouchard | Ałła Czerkasowa        | Meng Lili         | Mio Nishimaki     | Elena Pirozhkova     | Bandzragczijn Ojuunsüren | Darima Sanżejewa            | Wolha Hlebik        | Sodnom Purevkuu |
| 67 kg | Qin Xiaoqing     | Oczirbatyn Nasanburmaa | Wolha Chilko      | Adeline Gray      | Yoshiko Inoue        | Jewgienija Atamanowa     | Viktoria Mlynarska          | Megan Buydens       | ----            |
| 72 kg | Stephanie Lee    | Wang Jiao              | Darja Nazarowa    | Ohenewa Akuffo    | Asuka Sano           | Badrachyn Odonczimeg     | Natalla Szynkarowa          | Oksana Waszczuk     | ----            |